# Toni Platão
Antônio Rogério Coimbra (Rio de Janeiro, 2 de março de 1963), mais conhecido como Toni Platão, é um cantor, músico e compositor brasileiro.
Platão é muito lembrado por ter rosto parecido com a falecida cantora Cassia Eller. É fanático torcedor do Fluminense.

## Carreira
Foi vocalista da banda de rock Hojerizah na década de 1980.
Seguiu em carreira solo a partir da década de 1990, enveredando pelo soul e a MPB. Dali, saiu seu primeiro disco solo Tony Platão, em 1994. O álbum de estreia trazia como destaque uma versão de “Partido alto”, aprovada pelo autor da canção, Chico Buarque.
Em 2002, iniciou sua participação como comentarista esportivo no programa de rádio Rock Bola do Rio de Janeiro.
Em 2007, lança o álbum Negro Amor, onde mostra a tristeza pelo fracasso do casamento com Luciana, mãe de seu único filho, Antonio Bento.
Em 2008, iniciou sua participação no programa Pisando na Bola do canal por assinatura SporTV com os mesmos integrantes do programa de rádio Rock Bola.
Em 2011, Toni se juntou a Dado Villa-Lobos, Dé Palmeira e Charles Gavin para formar o supergrupo Panamericana, que toca sucessos do rock sul-americano.
Em 2021, assumiu a direção artística da Rádio Roquette Pinto.
Em 28 de junho de 2023, gravará o show "O amor segundo Herbert Vianna", onde dá voz a músicas românticas do compositor Herbert Vianna à frente da The Soft Parade Band, e terá como convidados Leila Pinheiro, Mumuzinho e Roberto Menescal.

## Discografia
Carreira Solo
- Tony Platão - 1994
- Calígula FreeJack - 2000
- Negro Amor - 2006
- Tony Platão - 2008
- Pros que estão em casa - 2009
- LOV - Labor Omnia Vincit - 2015

Com Hojerizah
- Hojerizah 1987
- Pele 1988